# Транзит (экономика)
Транзи́т (лат. Trans, предлог «сквозь» «через» и глагол «trans+ire» «проходить» > причастие «transitum» прошедший, проходящий) — в международной торговле (экономике) перевозка (транспортировка) грузов из одного государства и страны в другое через территорию третьего государства и страны. 
В Главе 6, Таможенного кодекса Российской Федерации указано что Транзит товаров — таможенный режим, при котором товары перемещаются под таможенным контролем между двумя таможенными органами Российской Федерации, в том числе через территорию иностранного государства, без взимания таможенных пошлин, налогов, а также без применения к товарам мер экономической политики.

## История
Транзит является важной ценовой составляющей логистического процесса транспортировки груза от производителя к потребителю и имеет сложную многослойную структуру. Основные проблемы транзита — соблюдения правил безопасности, а также целого ряда экологических, юридических норм международного и внутригосударственного уровня.
Транзит вносит существенный вклад в бюджет многих государств-транзитёров, которые сами не располагают существенными ресурсами и предпочитают фокусироваться на логистике и созданию инфраструктуры для облегчения процесса транзита.
В условиях глобализации мировой экономики понятие транзита для отдельных государств существенно расширяется за счёт сопредельных отраслей, например:
- транзит финансовых ресурсов;
- транзита полного спектра энергетических ресурсов (электрическая энергия, обновляемые типы энергетических ресурсов и так далее);
- транзит информационных ресурсов;
- сквозная миграция трудовых ресурсов;
- транзит знаний и технологий;
- транзит химически активных веществ и товаров запрещенной группы;
- криминальных составляющих транзита;

и так далее.

## Типы транзита
В зависимости от способа транспортировки грузов, различают:
- Сухопутный транзит, в том числе
  - Автомобильный транзит (грузовики, фуры, машины)
  - Железнодорожный транзит (поезда)
  - Трубопроводный транзит (газопроводы, нефтепроводы, водопроводы, ЛЭП)
- Воздушный транзит (самолёты)
- Морской транзит (танкеры, сухогрузы и так далее)

Различают прямой транзит — перевозки иностранных товаров под таможенным обеспечением, без помещения на таможенный склад; косвенный транзит — перевозки иностранных товаров, поступающих на таможенные склады, а затем — за границу.

## Законодательство
Международные конвенции, договоры и местные органы власти стремятся контролировать транзит, в том числе с целью учёта различных его аспектов и налогообложения.

## Участники транзита
Различают следующих участников транзитного процесса: поставщик, потребитель и государства-транзитёры. Типичный пример — Россия (в частности, российский газ) — Западная Европа — и государства (страны) Восточной Европы. При этом государства (страны) Восточной Европы сами являются потребителями. Вместе с тем Россия помимо поставщика играет роль транзитного государства для газо- и нефтепроводов с территории Средней Азии и Казахстана. Из-за столкновения групп интересов, в том числе лоббистких и геополитических.

## Экономика
Экономика некоторых государств и стран может в значительной степени быть построена на транзите. Причём в силу ряда географических особенностей государства (страны) транзит иногда остаётся.

## Примеры конфликта транзитных интересов
- Газовый конфликт между Россией и Украиной (2005—2006)
- Экономический кризис в Прибалтике (2008)